# Слетто, Эва
Эва Слетто (норв. Eva Sletto; 6 сентября 1912, Аскер, Акерсхус — 7 марта 2006, Осло) — норвежская актриса немого кино.

## Биография
С момента своего дебюта в 1935 году она работала в Det Norske Teatret, где не в последнюю очередь преуспела в драме Оскара Браатена. За свою долгую карьеру Слетто сыграла большое количество ключевых ролей, в основном поэтических или высокореалистичных, вплоть до прощальной роли в фильме Ивана Тургенева «Месяц в деревне» в 1983 году. Дебютировала в кино в 1936 году и какое-то время была из ведущих киноактеров страны: Ху Дагмар (1939), Годваккер-Марен (1940), Гульфьеллет (1941), Трюсиль-Кнут (1942), Вигдис (1943) и Деи сварте хестане (1951).
Летом 1963 года она играла в шекспировском спектакле «Сон в летнюю ночь» в  парке Фрогнер. Журналист газеты Arbeiderbladet Пол Гьесдал с восторгом отозвался о постановке, написав в своей рецензии, что «Эва Слетто была красивой, естественной и очаровательной Титанией».

## Фильмография
- Norge for folket (1936)
- Ungen (1938)
- Å, en så'n brud! (1939)
- Godvakker-Maren (1940)
- Gullfjellet (1941)
- Nordlandets våghals (1942)
- Vigdis (1943)
- Dei svarte hestane (1951)